# Казаринов, Иван Артемьев
Ива́н Арте́мьев Каза́ринов (XVII век) — дьяк Русского царства в правление царей Алексея Михайловича и Петра I и царевны Софьи Алексеевны. 

## Биография
Ранняя биография неизвестна. 14 апреля 1663 года и 15 марта 1665 года упоминается как подьячий Устюжской чети. С 1670/1671 года — дьяк Хлебного приказа, 18 февраля 1676 года получил указание сдать все дела Хлебного приказа в Стрелецкий приказ. С марта 1677 года по январь 1679 года — дьяк Поместного приказа, в этом качестве, в частности, в октябре 1677 года занимался в Московском уезде межеванием вотчин Богдана Матвеевича Хитрово и Михаила Ивановича Морозова совместно с дьяком Александром Алексеевым. В 1678/1679 году — дьяк в посольстве в Персию. 14 декабря 1681 года упоминается как дьяк Приказа Большой казны. 29 января 1683 года был назначен дьяком в Астрахань, но вероятно это назначение по каким-то причинам не было исполнено, так как 27 февраля 1684 года снова упоминается как дьяк Приказа Большой казны. В январе 1694 года — дворянин на дежурстве у гроба почившей царицы Натальи Кирилловны.